# シャヤール県
シャヤール県（シャヤールけん）は、中華人民共和国新疆ウイグル自治区アクス地区に位置する県。

## 行政区画
7鎮、4郷を管轄：
- 鎮：シャヤール鎮（沙雅鎮）、トイボルディ鎮（托依堡勒迪鎮）、キズィルバイラク鎮（紅旗鎮）、イェンギメヘッレ鎮（英買里鎮）、ハデドゥン鎮（哈徳墩鎮）、ギュルバグ鎮（古勒巴格鎮）、カイロル鎮（海楼鎮）
- 郷：ヌルバグ郷（努爾巴格郷）、タリム郷（塔里木郷）、ゲズクム郷（蓋孜庫木郷）、央塔克協海爾郷

## 交通

### 道路
- 国道
  - G217国道